# 한미 연합전시증원연습
한미 연합전시증원연습(韓美聯合戰時增員練習, 영어: Reception, Staging, Onward Movement, Integration, RSOI)은 1994년부터 2007년까지 진행되었던 대한민국 국군과 주한 미군의 연합 군사훈련으로 팀 스피리트(Team Spirit)를 대체하여 실시되었다. 한반도 유사시 있을 미군의 증원과 이동, 대한민국 국군의 지원 절차 등을 익히는 훈련이다. 1994년에서 1996년까지의 훈련은 조선민주주의인민공화국과 핵 협상으로 취소되었고, 2002년부터는 독수리 연습(Foal Eagle)과 통합되어 실시되다가, 2008년부터 키 리졸브(Key Resolve)로 대체되었다.

## 같이 보기
- 쌍용훈련
- 쌍매훈련(Exercise Buddy Wing)

| 이전 팀 스피리트 | 한미 연합전시증원연습 1994-2007 | 이후 키 리졸브 (KR/FE) |